# Cessna Citation Encore
O Cessna Citation Encore é uma aeronave executiva bimotor de médio porte, com motorização turbofan, com capacidade para transportar confortavelmente sete ou oito passageiros em viagens interestaduais e internacionais, desenvolvida e fabricada nos Estados Unidos pela Cessna Aircraft Company a partir da década de 1990, que utilizou como base outro projeto semelhante de jato executivo de grande sucesso chamado Cessna Citation V.

## A Origem
A rigor, o Cessna Citation V (conhecido também como Citation 560) é uma aeronave derivada, melhorada e mais confortável do Cessna Citation II, com motores Pratt & Whitney JT15D mais potentes, asas maiores e fuselagem alongada em cerca de 50 cm, que pode ser configurada com sete ou oito assentos para passageiros, pequeno toalete básico com pia para lavar as mãos e escovar os dentes, pequeno guarda-roupas para algumas peças de roupa e calçados e galley para refeições rápidas e bebidas.
A Cessna Aircraft Company é o maior fabricante de jatos executivos do mundo, uma propriedade da corporação americana Textron Company.
A Textron também é proprietária da fabricante de aeronaves Beechcraft Corporation, da fabricante norte-americana de helicópteros Bell Helicopter e da fabricante de motores aeronáuticos Lycoming.

## As Famílias
Os aviões com a marca Citation estão divididos em duas linhagens de projetos que, ao longo de suas trajetórias foram mantidos quase totalmente distintos e com propostas diferentes, a linhagem mais econômica, com asas retas, batizada pelo fabricante Cessna de Série 500 e a linhagem mais sofisticada, projetada para viagens intercontinentais, batizadas pelo fabricante de Série 650 e Série 750, a maior parte deles com asas enflechadas.
A linhagem da Série 500 foi iniciada na década de 1970 com os aviões da primeira geração, o Citation I e o Citation II, para viagens interestaduais e internacionais.
A segunda geração, composta pelo Citation V e pelos seus irmãos mais modernos Citation Ultra, Citation Bravo (pouco menor que os demais, há pessoas que não consideram da mesma família) e Citation Encore, também é um sucesso de vendas.
A terceira geração da Série 500, a mais moderna e econômica, fabricada a partir da década de 1990, acumula naturalmente o maior número de mudanças e inovações. A família Citation Jet é composta pelo Citation CJ1, Citation CJ2, Citation CJ3 e Citation CJ4. Na prática são projetos de aviões quase completamente novos.

## Encore e Bravo

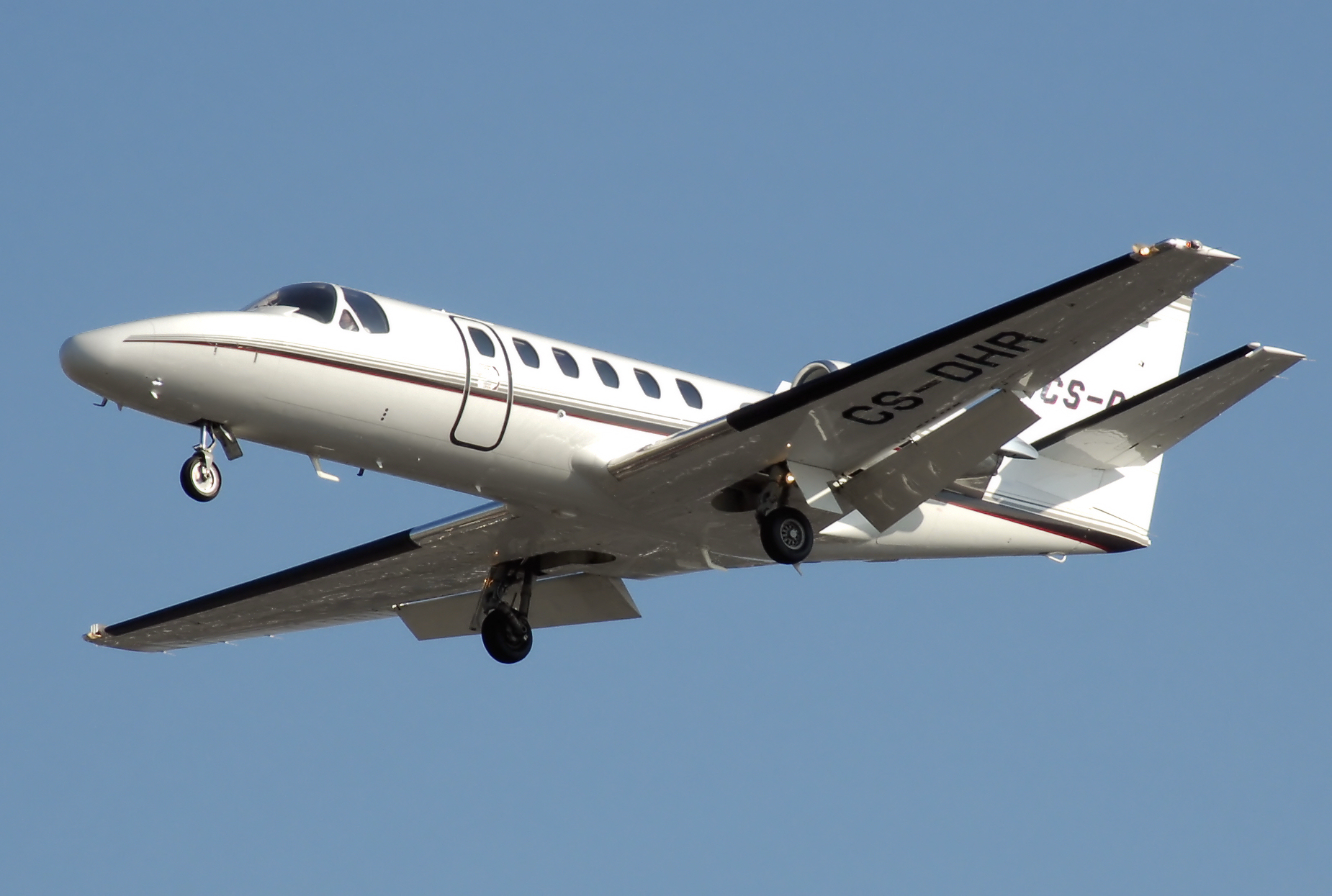
Citation Bravo
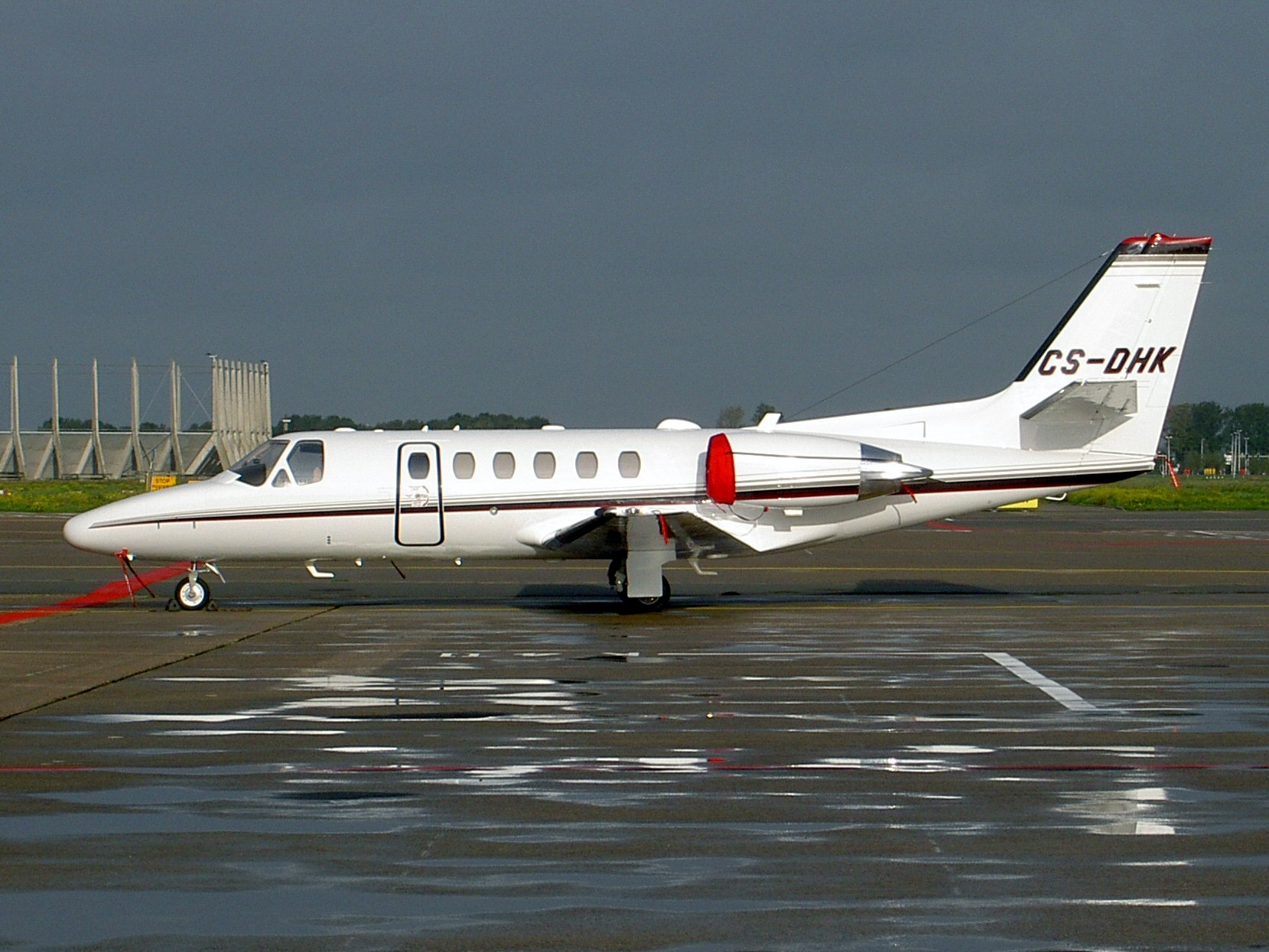
Citation Bravo

Considerando a segunda geração da linhagem Série 500, o Citation Encore, fabricado a partir do início da década de 2000, e o Citation Bravo, fabricado a partir da década de 1990, são os modelos mais modernos e competitivos, são os mais vantajosos dos pontos de vista econômico e técnico, com motores Pratt & Whitney PW535A (Encore) e Pratt & Whitney PW530A (Bravo), mais econômicos que os motores JT15D utilizados nos modelos anteriores Citation V e Citation Ultra.
Os motores PW535A disponíveis no Citation Encore e os motores PW 530A disponíveis no Citation Bravo têm custo de manutenção reduzido para 5.000 horas de voo para cada Overhaul (revisão completa). Esses motores disponibilizam 3.400 libras de empuxo cada (Encore) e 2.887 libras de empuxo cada (Bravo), o suficiente para os dois aviões operarem em pistas de pouso pavimentadas de 1.650 metros de comprimento, em dias quentes e com sete passageiros a bordo.

## Mercado
Os principais concorrentes da segunda geração de jatinhos executivos Citation da Série 500 são o Learjet 35, o Mitsubishi Diamond, os modernos e confortáveis Learjet 45, Learjet 40, Learjet 75 e o Learjet 70, o competitivo e moderno Phenom 300 da Embraer e o novíssimo Pilatus PC-24.
A Beechcraft já fabricou o Beechjet 400A, o Hawker 400XP e o moderníssimo Premier I, fabricado em material composto. Atualmente, a Beechcraft está envolvida no programa XPR de modernização e atualização dos modelos Beechjet 400A e Hawker 400XP, que podem ser solicitados pelo atuais proprietários desses modelos de aeronaves.
O Citation Encore, o Learjet 35, o Citation V, o Learjet 45, o Citation Bravo, o Mitsubishi Diamond, o Premier I, o Learjet 40 e o Beechjet 400A não são mais fabricados, só é possível encontrá-los no mercado de aeronaves usadas.

## Ficha Técnica
Citation Encore
- Motorização (potência): 2 X Pratt & Whitney PW535A (3.400 libras / cada);
- TBO (tempo entre revisões): 5.000 horas;
- Pista de pouso: Aprox. 1.650 metros (lotado / dias quentes / tanques cheios);
- Alcance: Aprox. 2.700 quilômetros (lotado / 75% potência / com reservas);
- Consumo médio (QAV): Aprox. 750 litros / hora ( lotado / 75% potência);
- Consumo médio (QAV): Aprox. 0,1 litro / passageiro / km voado;
- Tripulação: 1 piloto e 1 co-piloto;
- Capacidade: 7 ou 8 passageiros;
- Teto de serviço: Aprox. 13.500 metros;
- Velocidade de cruzeiro: Aprox. 800 km / h;
- Preço: Aprox. US$ 2,7 milhões (usado / bom estado de conservação);

Citation Bravo
- Motorização (potência): 2 X Pratt & Whitney PW530A (2.887 libras / cada);
- TBO (tempo entre revisões): 5.000 horas;
- Pista de pouso: Aprox. 1.650 metros (lotado / dias quentes / tanques cheios);
- Teto: Aprox. 13.500 metros;
- Velocidade de cruzeiro: Aprox. 750 km / h;
- Alcance: Aprox. 2.600 quilômetros (lotado / 75% potência / com reservas);
- Consumo médio (QAV): Aprox. 650 litros / hora (lotado / 75% potência);
- Consumo médio (QAV): Aprox. 0,1 litro / passageiro / km voado;
- Capacidade: 7 ou 8 passageiros;
- Tripulação: 1 piloto e 1 co-piloto;
- Preço: Aprox. US$ 2,1 milhões (usado / bom estado de conservação);